# Szerencse lánya (film)
A Szerencse lánya (eredeti cím: Luckiest Girl Alive) 2022-ben bemutatott amerikai–ausztrál filmthriller, amelyet Mike Barker rendezett, Jessica Knoll azonos című regénye alapján. A főbb szerepekben Mila Kunis, Finn Wittrock, Scoot McNairy, Chiara Aurelia és Justine Lupe látható.
Amerikában 2022. szeptember 30-án a mozikban, Magyarországon 2022. október 7-én a Netflixen mutatták be.

## Cselekmény
2015-ben a 35 éves Tifani "Ani" Fanelli, a New York-i női magazinok elismert szerkesztője látszólag tökéletes életet él. Miközben arra készül, hogy feleségül menjen vőlegényéhez, Luke Harrisonhoz, Ani találkozik Aaron Wickersham dokumentumfilm-rendezővel, aki rövidfilmet szeretne készíteni arról az iskolai lövöldözésről, amelyet tinédzserként túlélt. A férfi tájékoztatja őt, hogy egy volt osztálytársa, Dean Barton, aki sikeres író és a fegyvertartás elleni küzdelem szószólója lett, beleegyezett, hogy részt vegyen a filmben. Ani elutasítja a részvételt.
Luke tájékoztatja Anit, hogy a cége felajánlotta neki, hogy Londonba költözhet, és azt javasolja Aninak, hogy vegyen részt egy ottani MFA-programban, hogy saját magának írhasson. Ani beleegyezik, annak ellenére, hogy reményei szerint egyszer majd a The New York Timesnál fog dolgozni. Később együtt vacsoráznak egy Luke által ismert házaspárral; a férjről kiderül, hogy Ani korábbi tanára, Andrew Larson.
A múltban, 1999-ben Ani a tekintélyes Brentley iskolába megy, ahol hamar összebarátkozik a népszerű diákok klikkjével, köztük Deannel és barátaival, Liammel és Peytonnal. Anit egy buliban mindhárom fiú részegen csoportosan megerőszakolta. A lány megosztotta a történteket Mr. Larsonnal, aki arra biztatta, hogy mondja el a különc édesanyjának, Dinának, de Ani nem volt hajlandó. Elmondta azonban a barátjának, Arthurnak, akit a három fiú folyamatosan zaklatott.
Ani múltja lassan kísérteni kezdi, ami kihatással van a Luke-kal való kapcsolatára. Aaron elmondja Aninak, hogy Dean találkozni akar vele, hogy kamera előtt kérjen bocsánatot; a lány beleegyezik, azzal a feltétellel, hogy Aaron külön tartja őket, amíg a lány készen nem áll. Eközben Ani küzd az anyjával, Dinával való feszült kapcsolatával, aki azt állítja, hogy a lánya csak a pénzéért megy hozzá Luke-hoz.
A dokumentumfilm forgatásán Dean váratlanul korán megjelenik, Ani pedig pánikszerűen elmenekül. A múltban a fiatal Ani küzd a vele történt traumával, és nem sokkal később megtörténik az iskolai lövöldözés, amelyet Arthur és barátja, Ben követett el. Peyton és Liam meghaltak, Dean pedig súlyosan megsebesült, és járóképtelen maradt. A temetések előtt Dean elindított egy pletykát, miszerint Ani lefeküdt vele, és segített Arthurnak és Bennek megtervezni a lövöldözést, mert nem akart a barátja lenni. Anit ennek következtében mindenki kerülte, beleértve Dinát is, aki őt hibáztatta azért, hogy a saját megerőszakolását okozta a túlzott alkoholfogyasztásával és bulizásával.
2015-ben, új könyvének megjelenésekor Ani találkozik Deannal, aki nem mutat megbánást azért, amit tett, és megfenyegeti, hogy ha bárkinek elmondja, újra elmondja a lövöldözésben való részvételét. Miután azonban a beszélgetés során Ani szembesíti, Dean bevallja, hogy megerőszakolta őt. Miután titokban rögzítette a beszélgetésüket, Ani távozik. A főnöke biztatására úgy dönt, hogy megosztja élményeit, és végül ír egy cikket a The New York Times számára.
A próbavacsorán Ani megkapja az utolsó cikket, amely hamarosan megjelenik, Luke legnagyobb megdöbbenésére, aki azt mondja, bárcsak négyszemközt intézte volna el a dolgot. Ani ekkor bevallja, hogy csak arra használta őt, hogy elrejtse a múltját, és úgy dönt, hogy nem megy hozzá. Ani végre elkezd továbblépni; elsöprő reakciót kap más nőktől, akik elmondják neki a szexuális zaklatásról szóló történeteiket, miközben a The New York Timesnál kezdi meg karrierjét.

## Szereplők
| Szerep               | Színész                     | Magyar hang    |
| -------------------- | --------------------------- | -------------- |
| Tifani "Ani" Fanelli | Mila Kunis                  | Pikali Gerda   |
| Tifani "Ani" Fanelli | Chiara Aurelia (fiatalon)   | Koller Virág   |
| Luke Harrison        | Finn Wittrock               | Szatory Dávid  |
| Andrew Larson        | Scoot McNairy               | Dévai Balázs   |
| Nell Rutherford      | Justine Lupe                | Földes Eszter  |
| Arthur Finneman      | Thomas Barbusca             | Penke Bence    |
| Lolo Vincent         | Jennifer Beals              | Kraszkó Zita   |
| Dina Fanelli         | Connie Britton              | Bertalan Ágnes |
| Dean Barton          | Alex Barone                 | Ember Márk     |
| Dean Barton          | Carson MacCormac (fiatalon) | Czető Ádám     |
| Aaron Wickersham     | Dalmar Abuzeid              | Hajdu Tibor    |
| Liam Ross            | Isaac Kragten               | Baráth István  |
| Peyton Powell        | Gage Munroe                 |                |

### Magyar változat
- Magyar szöveg: Simon Nóra
- Hangmérnök és vágó: Takács György
- Gyártásvezető: Farkas Márta
- Szinkronrendező: Kertész Andrea
- Produkciós vezető: Gál Zsuzsanna

A szinkront a Direct Dub Studios készítette el.

## A film készítése
2015 augusztusában bejelentették, hogy a Lionsgate megszerezte Jessica Knoll Szerencse lánya című regényének filmes jogait, és Reese Witherspoon a Pacific Standard bannere alatt a produceri feladatokat is ellátta volna. 2015-ben azonban az időzítési konfliktusok és a rossz költségvetés miatt elvetették a projektet. 2021 februárjában bejelentették, hogy a film elkészül, Mila Kunis főszereplésével, Mike Barker rendezésével és a Netflix forgalmazásával. 2021 júliusában bejelentették a szereplőgárdát.
A forgatás 2021 júniusában kezdődött Torontoban, és 2021 szeptemberében ért véget New Yorkban. A forgatási helyszínek többek között Whitby és Cobourg, valamint a Shelter Island voltak.